# Torre de Cabrils
La Torre de Cabrils, o la Torratxa, és una torre de guaita situada a l'antic nucli de Cabrils, a la comuna d'Aiguatèbia i Talau, a la comarca del Conflent, de la Catalunya del Nord.
És situada a Cabrils, o Mas de Cabrils, petit veïnat situat a l'extrem de llevant del terme, en una mena d'apèndix que arriba molt a prop d'Oleta. És al costat de la capella de Sant Gabriel de Cabrils.
El lloc de Cabrils és esmentat des de l'any 1011, però no existeix cap referència documental sobre la torre, de factura clarament medieval.
És una torre de planta rectangular, de 5 metres de costat a l'oest i 2,8 a migdia. Es conserva fins a 4 metres d'alçada, tot i que originalment devia ser més alta, i és construïda directament sobre la roca, amb la base una mica atalussada. És feta de lloses ben disposades en filades horitzontals. Tot i que hi ah diverses teories, sembla una obra del segle xiii, possiblement part d'una casa forta.